# جامعة الملك عبد الله للعلوم والتقنية
جامعة الملك عبد الله للعلوم والتقنية تُعرف اختصاراً باسم كاوست من الإنجليزية:(King Abdullah University of Science and Technology KAUST) هي جامعة سعودية حديثة مخصصة للأبحاث والدراسات العليا، تقع في مدينة ثول على شاطئ البحر الأحمر شمال مدينة جدة غربي السعودية. تُقدّر مساحتها بحوالي 36 مليون م2 وهي أكبر المدن الجامعية على مستوى العالم. بَدَأت الدراسة بها في 5 سبتمبر، 2009 م وافتُتِحت رَسميّاُ في 23 سبتمبر 2009 م في اليوم الوطني للمملكة العربية السعودية. وهي أول جامعة مختلطة في السعودية.

## الافتتاح
افتتحت الجامعة في 23 سبتمبر 2009 الموافق لليوم الوطني للسعودية، وقد دعا الملك عبد الله عددًا من الرؤساء لحضور حفل الافتتاح ومنهم: العاهل الأردني الملك عبد الله الثاني بن الحسين والرئيس اليمني علي عبد الله صالح ، الرئيس السوداني عمر البشير ، أمير دولة قطر حمد بن خليفة آل ثاني ، الرئيس اللبناني ميشيل سليمان، الرئيس الموريتاني محمد ولد عبد العزيز، أمير دولة الكويت صباح الأحمد الجابر الصباح، الرئيس الألماني هورست كولر والمستشارة الألمانية أنغيلا ميركل، والرئيس السوري بشار الأسد والرئيس التونسي زين العابدين بن علي، الرئيس البولندي ليخ كاتشينسكي، والعديد من كبار الشخصيات. وفي أثناء الحفل كرم خادم الحرمين الشريفين كبار الإداريين بالجامعة أعلى درجات الشرف، حيث أنه أعطى معالي وزير البترول السابق علي النعيمي، وشاح الملك عبد العزيز من الدرجة الثانية ولرئيس شركة أرامكو آنذاك وكبير الإداريين التنفيذيين خالد الفالح وسام الملك عبد العزيز من درجة الامتياز وللنائب الأعلى لرئيس شركة آرامكو والمدير التنفيذي السابق للجامعة نظمي النصر وسام الملك عبد العزيز من الدرجة الأولى.
شُكّل مجلس الأمناء بأمر ملكي في 3 أكتوبر 2008 وضم المجلس عشرين عضوا يترأسهم علي النعيمي.
ويتولى المجلس تعيين رئيس الجامعة والموافقة على تعيين كبار المسؤولين الإداريين وأعضاء هيئة التدريس واعتماد القواعد التي تنظم الشؤون الأكاديمية والمالية والإدارية في الجامعة وتقديم الدعم للمسؤولين عن إدارة أعمالها اليومية. ووفقًا للنظام الأساسي للمجلس، يجتمع أعضاء هذا المجلس المستقل الدائم ثلاث مرات على الأقل كل عام للإشراف على أنشطة الجامعة ومراقبة تقدمها وتطورها. وجرى أول اجتماع للمجلس في 18 ابريل 2009. تم إعادة تشكيل مجلس أمناء الجامعة برئاسة ولي العهد الأمير محمد بن سلمان.

## أعضاء مجلس الأمناء
| أعضاء مجلس أمناء جامعة الملك عبد الله للعلوم والتقنية | أعضاء مجلس أمناء جامعة الملك عبد الله للعلوم والتقنية                                                |
| ----------------------------------------------------- | --- |
| الأمير عبد العزيز بن سلمان بن عبد العزيز آل سعود      | وزير الطاقة                                                                                          |
| الأمير عبد الله بن بندر آل سعود                       | وزير الحرس الوطني - نائب رئيس مجلس أمناء جامعة الملك عبد الله للعلوم والتقنية                        |
| المهندس خالد الفالح                                   | وزير الاستثمار                                                                                       |
| المهندس عبد الرحمن الفضلي                             | وزير البيئة والمياه والزراعة                                                                         |
| الأستاذ محمد التويجري                                 | مستشارالديوان الملكي - وزير الاقتصاد والتخطيط سابقاً                                                  |
| الدكتور خالد السبتي                                   | محافظ الهيئة الوطنية للأمن السيبراني                                                                 |
| الدكتور محمد آل هيازع                                 | رئيس جامعة الفيصل - وزير الصحة سابقاً                                                                 |
| الدكتور غسان السليمان                                 | رئيس مجلس إدارة مجموعة السليمان وشركاه                                                               |
| المهندس أمين الناصر                                   | رئيس شركة أرامكو وكبير الإداريين التنفيذيين                                                          |
| الأستاذة لبنى العليان                                 | نائب رئيس مجلس الإدارة والرئيس التنفيذي لمجموعة العليان للتمويل                                      |
| المهندس نظمي النصر                                    | الرئيس التنفيذي (السابق) في مشروع نيوم                                                               |
| الدكتور توني تشان                                     | رئيس جامعة الملك عبد الله للعلوم والتقنية                                                            |
| السيد أندرو غولد                                      | الرئيس التنفيذي ورئيس مجلس الإدارة السابق لشركة شلمبرجير                                             |
| الدكتور محمد العريان                                  | كبير الإستشاريين الإقتصاديين، شركة أليانز                                                            |
| الدكتور نام بيو سو                                    | أستاذ فخري بمعهد ماساتشوستس للتقنية-الرئيس السابق للمعهد الكوري المتقدم للعلوم والتقنية              |
| السيد أندرو ليفيرس                                    | الرئيس التنفيذي ورئيس مجلس الإدارة السابق لشركة داو للكيماويات                                       |
| السيد جون ثورنتون                                     | رئيس مجلس إدارة شركة باريك قولد-مدير برنامج القيادة العالمية في جامعة تسينغهوا                       |
| السيد جانيش كيشور                                     | الشريك الإداري لشركة سبروس كابيتال بارتنرز المحدودة                                                  |
| الدكتور هنري فيرنانديز                                | رئيس مجلس الإدارة والرئيس التنفيذي لشركة مورغان ستانلي كابيتال الدولية-عضو مجلس إدارة جامعة ستانفورد |
| السيدة مارلين هيوسون                                  | رئيس مجلس الإدارة، والرئيس وكبير الإداريين التنفيذيين لشركة لوكهيد مارتن                             |
| السيد راجيف ميسرا                                     | الرئيس التنفيذي لشركة سوفت بنك للإستشارات المالية                                                    |
| السيد فليتشر فيري                                     | الأمين التنفيذي المؤقت لمجلس أمناء جامعة الملك عبد الله للعلوم والتقنية                              |
| البروفيسور فرانك رودس                                 | رئيس فخري، جامعة كورنيل - عضو فخري في مجلس أمناء جامعة الملك عبد الله للعلوم والتقنية                |
| الدكتور تشارلز فيست                                   | رئيس فخري، لمعهد ماساتشوستس للتقنية - عضو فخري في مجلس أمناء جامعة الملك عبد الله للعلوم والتقنية    |

## نظرة تاريخية

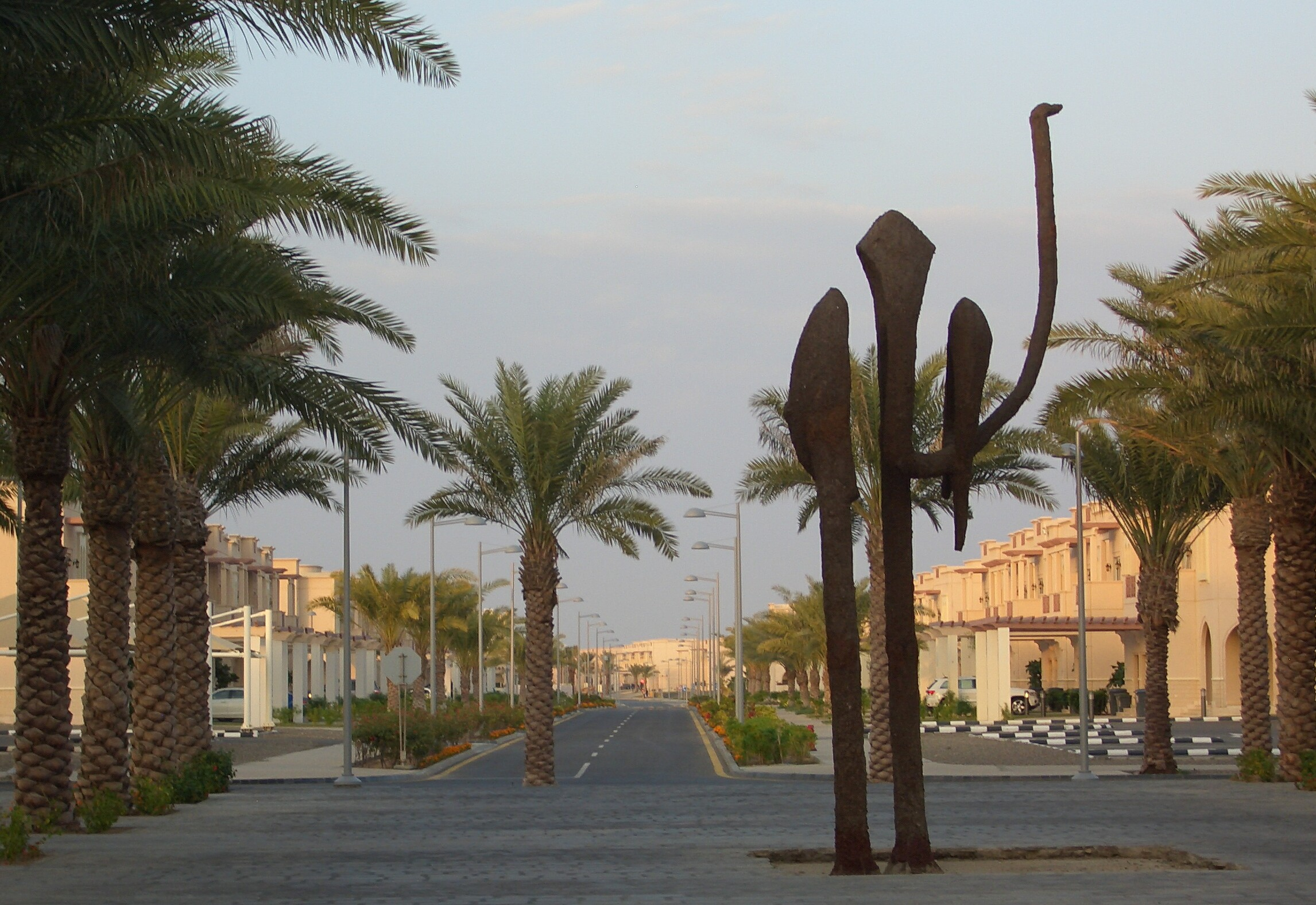
أحد الشوارع السكنية التابعة للجامعة

تم الإعلان لأول مرة عن الجامعة خلال زيارة الملك عبد الله بن عبد العزيز إلى مدينة الطائف في 22 يوليو 2006 وذلك خلال كلمة وجهها لأهالي المدينة تضمنت إعلانًا عن بدء مشروع رائد من مشاريع المستقبل هو جامعة للعلوم والتقنية. وفي 21 أكتوبر 2007 وضع الملك عبد الله حجر الأساس للجامعة، وأعلن في كلمته عن إقامة وقف يكون ريعه للإنفاق على الجامعة  وتضم هيئة التدريس 166 أستاذًا وعشرة تخصصات علمية وعشرة مراكز أبحاث.
في 20 أغسطس 2023م أطلق ولي العهد رئيس مجلس الوزراء رئيس مجلس أمناء جامعة الملك عبد الله للعلوم والتقنية الأمير محمد بن سلمان بن العزيز آل سعود، الإستراتيجية الجديدة للجامعة، والتي تهدف إلى تحويل العلوم والأبحاث إلى ابتكارات ذات مردود اقتصادي من خلال التركيز على الأولويات الوطنية للبحث والتطوير والابتكار.

## الأقسام الأكاديمية
تنقسم الجامعة إلى أربعة أقسام أكاديمية مسؤولة عن برامج الأنشطة التعليمية ومنح الدرجات العلمية، وهذه الأقسام:
- علوم الأرض وعلوم وهندسة البيئة
- العلوم الحيوية والهندسة الحيوية
- الرياضيات وعلوم وهندسة الحاسوب
- العلوم والهندسة الفيزيائية والكيميائية

وستمنح الجامعة شهادات في أحد عشر تخصصًا وهي: الرياضيات التطبيقية وعلوم الحاسوب، العلوم البيولوجية، الهندسة الكيميائية والبيولوجية، العلوم الكيميائية، علوم الحاسوب، علوم وهندسة الأرض، الهندسة الكهربائية، العلوم والهندسة البيئية، العلوم والهندسة البحرية، علوم وهندسة المواد، الهندسة الميكانيكية.

### الجوانب الأكاديمية
الأقسام الأكاديمية مسؤولة عن الأنشطة التعليمية وبرامج منح الدرجات العلمية. كما أنها تدعم محاور البحوث الاستراتيجية للجامعة. وتشمل الأقسام ما يلي:
- العلوم والهندسة الكيميائية والحيوية.
- الرياضيات وعلوم وهندسة الحاسوب.
- العلوم والهندسة الفيزيائية.

### المنح الدراسية والزمالات
تقدم جامعة الملك عبد الله منحة الاكتشاف الدراسية للطلاب المسجلين حاليًا في برنامج البكالوريوس / الشهادة الجامعية الأولى في مجال من مجالات الدراسة ذات الصلة بجامعة الملك عبد الله، وأصبح باستطاعتهم حضور الدراسة في جامعة الملك عبد الله في عام 2010. ويقدم برنامج زمالة جامعة الملك عبد الله للطلاب الذين أتموا برنامج درجة البكالوريوس في مجال من مجالات الدراسة ذات الصلة بجامعة الملك عبد الله وكان ذلك بحلول شهر يوليو عام 2009، ولا يقل معدل درجاتهم التراكمي عن 3,5 من 4,0، ويكون باستطاعنهم التسجيل في جامعة الملك عبد الله في عام 2009.

### البحوث
تركز جامعة الملك عبد الله على البحوث لإيجاد حلول للمشاكل المتعلقة بالاحتياجات البشرية، والتقدم الاجتماعي، والتنمية الاقتصادية. ويتألف برنامج البحوث جامعة الملك عبد الله من أربعة محاور استراتيجية للبحوث وهي: الموارد والطاقة والبيئة؛ والعلوم والهندسة الحيوية، وعلوم وهندسة المواد؛ والرياضيات التطبيقية وعلوم الحوسبة. ولدعم هذه المحاور، أنشأت جامعة الملك عبد الله مراكز بحثية متعددة التخصصات تركز على:
- الحفز الكيميائي
- الاحتراق النظيف
- العلوم البيولوجية الحاسوبية
- النمذجة الهندسية والتصوير العلمي
- الأغشية
- جينوميات وتقنية الإجهاد في النبات
- علوم وهندسة البحر الأحمر
- علوم وهندسة الطاقة الشمسية والطاقة البديلة
- تحلية المياه وإعادة استخدامها

### المجلات العلمية[28]
- مجلة اكتشافات كاوست
- مجلة المنارة

### المختبرات
سوف تمكن أحدث المختبرات الباحثين من تحقيق اكتشافات علمية كبرى في جامعة الملك عبد الله للعلوم والتقنية. وسوف تربط المؤسسات البحثية الأخرى في المملكة والمنطقة بالحاسوب العملاق وغيره من مرافق المختبرات في جامعة الملك عبد الله من خلال الشبكة العربية السعودية المتقدمة للبحوث والتعليم (سارن) التي تعمل بسرعة 10 جيجابايت في الثانية الواحدة.

### شاهين (الحاسوب العملاق)
شاهين هو حاسوب عملاق فائق السرعة تمتلكه جامعة الملك عبد الله للعلوم والتقنية التي تقع في ثول على شاطئ البحر الأحمر شمال مدينة جدة غربي السعودية، وقد ظهر شاهين في المرتبة السابعة على قائمة TOP500 لأقوى الحواسيب العملاقة فائقة السرعة وذلك لشهر يونيو من عام 2015.
جود ف.

### التصوير الحاسوبي
وهو نظام واقع افتراضي غمري كامل ذو ستة جوانب يعطي الطلاب والباحثين القدرة على تحويل البيانات إلى هياكل ثلاثية الأبعاد يمكنهم التفاعل معها. وقد تم بناؤه بالشراكة مع جامعة كاليفورنيا في سان دييغو.

### التصنيع النانومتري، والتصوير، وتحديد الخواص
بيئة غرفة نظيفة مجهزة بأحدث الأدوات لدعم البحوث في مجال المواد المتقدمة، والتقنية الحيوية، والإلكترونيات والضوئيات، والأنظمة الإلكتروميكانيكية الميكرومترية / والأنظمة الإلكتروميكانيكية النانومترية. وتشمل مختبرات التصوير وتحديد الخواص مجموعة من 10 مقاييس طيف متقدمة بالرنين المغناطيسي النووي ومرافق للفحص المجهري بالمسح الضوئي وإنفاذ الإشعاع ومتحد البؤر وبطريقة رامان، والقياسات المغناطيسية والحرارية، مما يسمح للعلماء بدراسة الأجهزة والسطوح ذات البنى النانومترية حتى مستوى الذرات الفردية.

### الموارد الساحلية والبحرية
يقع مختبر الموارد الساحلية والبحرية بالقرب من البحر الأحمر بهدف تسهيل إجراء البحوث البحرية، ويبني المختبر ويستخدم الأجهزة الحديثة لعلوم المحيطات والبحار، ويقدم الخدمات التشغيلية لدعم سفن البحوث في مجال الاستكشافات البحرية، والغوص، وأخذ العينات. وتسمح مرافق مياه البحر داخل وخارج المباني للباحثين بالاستنبات البكتيري للكائنات العضوية البحرية.

### مختبرات التحليل الأساسية
تضم خبراء من ذوي المهارات العالية وتركز على التحليل الطيفي، والتحليل الطيفي الكروماتوغرافي والكتلي، وتحليل آثار المعادن، والكيمياء الرطبة، وتحليل الأسطح.

### العلوم الحيوية والهندسة الحيوية'
تشمل هذه المرافق المختبرات الجينومية والبروتيومية الضرورية لدراسة الجزيئات الخلوية لتسلسل الحمض النووي والتحليل الجيني وفحص العمليات الخلوية. ومرفق الجينوميات مجهز بالروبوتات والأتمتة المختبرية.

## إدارة الجامعة
أسنِد إلى علي النعيمي وزير البترول والثروة المعدنية السعودي في 2006 مهمة الإشراف على تأسيس الجامعة كمؤسسة بحثية عالمية للدراسات العليا، وعينت الجامعة البروفسور تشون فونغ شي رئيسًا مؤسسًا ليتولى قيادة الجامعة في يناير 2008، وتولى مهامه كرئيس الجامعة اعتبارا من 1 ديسمبر 2008. تحت إشراف علي النعيمي وزير البترول والثروة المعدنية تقوم شركة أرامكو السعودية بإدارة الصيانة والمرافق.

### رئيس الجامعة
تولى رئاستها مؤقتا نظمي النصر بصفته الرئيس المكلف من أرامكو السعودية وذلك منذ بداية تأسيس المشروع في 2006، وحتى تعيين تشون فونغ شي في 1 ديسمبر 2008
وبقي نظمي النصر مديراً للمشروع، مكلفاً من أرامكو السعودية، بمنصب نائب الرئيس التنفيذي وفي 1 يوليو عام 2013، تولى جان لو شامو رئاسة الجامعة حتى 1 سبتمبر 2018، وتولى بعده رئاسة الجامعة توني تشان إلى 1 سبتمبر 2024م. وفي 7 أغسطس 2024م أعلنت الجامعة عن تعيين البروفيسور إدوارد بيرن رئيسًا للجامعة بدءاً من 1 سبتمبر 2024م.

### وكيل الجامعة
وهو كبير المسؤولين الأكاديميين في الجامعة والمسؤول عن وضع الرؤية الأكاديمية، وتعزيز المستوى الأكاديمي للجامعة. وقد شغل البروفيسور فواز تيسير العلبي منصب وكيل الجامعة من مارس 2008 إلى إبريل 2009، ويشغل المنصب حاليا بالنيابة برايان موران.

### في مجال الأبحاث

#### معهد وودز هول لعلوم المحيطات
في 22 أكتوبر 2007 وقعت الجامعة عقدًا مع معهد وودز هول لعلوم المحيطات لتعزيز الأبحاث في مجالات الشعاب المرجانية والتيارات المائية ومصائد الأسماك في البحر الأحمر ويتضمن الاتفاق مشروعًا لمصائد الأسماك واستزراع الأحياء والنباتات المائية، ومشروعًا للمساحة البحرية لتقديم وصف شامل لجغرافية البحر الأحمر الفيزيائية، وإجراء دراسات للنظم البيئيية الطبيعية للشعاب المرجانية تقدم أساسًا لرصد البيئة الساحلية على المدى البعيد. وستعمل الجامعة مع علماء المعهد لتأسيس مركز الأبحاث البحرية في الجامعة.

#### المعهد الفرنسي للبترول
وقعت الجامعة مذكرة تفاهم مع المعهد الفرنسي للبترول في 22 يونيو 2007 بهدف للتعاون في برامج الأبحاث، والتعليم العالي، والتطور التقني، وسوف تؤدي الاتفاقية إلى عقد اتفاقيات أخرى للعمل المشترك في مجال أنواع الطاقة والمواد المستخدمة في النقل، وبذل الجهود المشتركة لإيجاد حلول ابتكارية للتحول إلى استخدام أنواع من الطاقة والمواد الأكثر كفاءة واقتصادا والأنظف احتراقا والمستدامة. كما ستتعاون الجامعة والمعهد في قبول طلاب الدراسات العليا بشروط متفق عليها لإجراء دراسات أو أبحاث معينة في مقر المعهد الفرنسي. واتفقت المؤسستان على التركيز بصفة خاصة على الأبحاث في مجال استخلاص الكربون من الهواء، وأنواع الوقود النظيف، والحفز الكيميائي، والبوليمرات وإعداد النماذج الرياضية في مجال الهندسة الكيميائية.

## الرؤية
أتكون جامعة الملك عبد الله جامعة أبحاث للدراسات العليا ذات شهرة عالمية وتقدم مساهمات ملموسة في التقدم العلمي والتقني، وأن تلعب دورًا مهمًا في تطور المملكة العربية السعودية والعالم.
بحلول عام 2020، وأن تتميز جامعة الملك عبد الله بما يلي:
تنفيذ أحدث البحوث الأساسية والبحوث الموجهة نحو تحقيق أهداف محددة في مجال العلوم والتقنية تضاهي البحوث التي تجريها أفضل 10 جامعات للعلوم والتقنية في العالم، والتي يتضح نجاحها من خلال
ما ينشر في مجلتي «العلوم» و«الطبيعة»، وغيرهما من المجلات المهنية المرموقة.
ارتفاع عدد الاكتشافات العلمية والابتكارات التقنية.
ارتفاع متوسط مؤشر الإشارة إلى أعمال أعضاء هيئة التدريس في جامعة الملك عبد الله.
التركيز على الأنشطة البحثية والأكاديمية في المجالات التي يمكن أن تتميز فيها جامعة الملك عبد الله وفقا للمعايير العالمية. وسيكون التركيز على الأثر وليس الكم، وسيكون لجامعة الملك عبد الله مراكز بحثية تشتهر بأنها رائدة العالم في مجالات تخصصها.
الخريجون يتمتعون بمهارات عالية ومدربون تدريباً عالياً، ويملكون القدرات والدافع ليكونوا قادة في مجال التعليم والأعمال.
أنشطة أبحاث وتسويق تسهم بصورة واضحة في تنويع وتعزيز اقتصاد المملكة، ويقاس ذلك بإيجاد فرص العمل، وتنمية الصناعات الجديدة والنمو في الناتج المحلي الإجمالي للف رد.
تنوع واستدامة قاعدة الإيرادات التي تدعم كلا من متطلبات التشغيل ورأس المال.

## المهمة
تساهم جامعة الملك عبد الله في تقدم العلم والتقنية من خلال البحوث الجريئة والتعاونية. كما تساهم في توعية القادة في مجال العلوم والتقنية، وتساعد على تنويع الاقتصاد السعودي وتتصدى للتحديات ذات الأهمية الإقليمية والعالمية، بما فيه صالح المملكة والمنطقة والعالم. كما تساهم في تطوير البحوث والتعليم، وقدرتهما على إحداث التغيير، وهما أمران أساسيان لمهمة جامعة الملك عبد الله، والتي تتألف من ثلاثة أجزاء:
البحوث في جامعة الملك عبد الله – الأساسية منها والموجهة نحو تحقيق أهداف محددة مكرسة لتقدم العلوم والتقنية التي لها أثر إقليمي وعالمي. ويمثل التميز البحثي مصدر إلهام لتعليم وتدريب قادة المستقبل في مجال العلم والتقنية.
والبحث والتعليم في جامعة الملك عبد الله الذي ينشط الابتكار وتأسيس المشاريع لدعم التنوع الاقتصادي القائم على المعرفة.
من خلال التكامل بين العلم والتقنية، والابتكار وتأسيس المشاريع، ستكون جامعة الملك عبد الله حافزًا لتغيير حياة الناس.

## التخصصات المعتمدة
1. علوم الرياضيات والحساب التطبيقية
2. العلوم البيولوجية
3. الهندسة الكيميائية والبيولوجية
4. علوم الحاسب الآلي
5. علوم الإحصاء
6. علوم الكيمياء
7. علوم البحار
8. علوم النباتات
9. هندسة وعلوم الأرض
10. موارد الطاقة وهندسة البترول
11. الهندسة الكهربائية
12. العلوم والهندسة البيئية
13. علوم وهندسة المواد
14. الهندسة الميكانيكية
15. الفيزياء التطبيقية

## تطوير

### كاوست كيوب سات
ستطلق جامعة الملك عبد الله للعلوم والتقنية «كاوست» وشركة سباير "Spire " الرائدة في تزويد وتحليلات البيانات والخدمات الفضائية، القمر الصناعي البحثي «كاوست كيوب سات» (KAUST CubeSat) في نهاية العام 2022.
يتخصص القمر الصناعي البحثي بجمع بيانات عالية الجودة وفائقة الدقة للأنظمة البيئية الأرضية والساحلية وفي المحيطات، ويعد إطلاق القمر تقدمًا نوعيا للمملكة وجهودها الكبيرة في مجال حماية النظم البيئية وترميمها على اليابسة وفي البحار، وستكون البيانات المزودة من هذا القمر الصناعي في غاية الأهمية، خصوصاً في تقديم تفاصيل عالية الدقة حول أحوال النظم البيئية الحالية في المنطقة، ورصد التحسينات الناتجة عن إستراتيجيات إدارة البيئة، ومن ثم دعم مبادرة السعودية الخضراء ومبادرة الشرق الأوسط الأخضر.

### مبادرة التعلم المستمر
مبادرة التعلم المستمر "LLI"، هي مبادرة أطلقتها الجامعة في عام 2022 م، لدعم أولويات المملكة العربية السعودية في مجالات التنمية الرئيسية، وتطوير سوق العمل عبر القطاعين الحكومة والخاص، بحيث تكون سلسلة مصممة من الدورات المصغرة التدريبية التعليمية العملية في مجالات عدة؛ مثل الأمن السيبراني والأمن الغذائي وتقنية أشباه الموصلات.

### برنامج التثقيف التغذوي
هو برنامج تم إطلاقه في سبتمبر 2022 م في مركزثول، بهدف تعزيز مفهوم الزراعة المستدامة وتبني نمط حياة صحي للأجيال القادمة، وتم تصميم مبادرة مشروع الحديقة المدرسية للمنتجات الغذائية (ESGP) للتثقيف بطرق الزراعة المستدامة والعادات الغذائية الصحية، وعلوم النبات في مناهج رياض الأطفال حتى الصف الثاني عشر.

## الإستراتيجية الجديدة لجامعة كاوست
تركز الاستراتيجية الجديدة للجامعة، التي أطلقها ولي العهد ورئيس مجلس أمناء جامعة الملك عبدالله للعلوم والتقنية الأمير محمد بن سلمان آل سعود في 20 أغسطس 2023م، على زيادة فرص تحويل الأبحاث إلى ابتكارات ذات مردود اقتصادي؛ ويشمل ذلك ثلاث مبادرات رئيسة:
- إطلاق معهد التحول الوطني للبحوث التطبيقية (NTI).
- إعادة تنظيم معاهد الأبحاث في الجامعة بما يتماشى مع الأولويات الوطنية للبحث والتطوير والابتكار.
- تأسيس صندوق الابتكار التقني العميق (DTIF) بميزانية تقدر بـ 750 مليون ريال سعودي، ويهدف الصندوق إلى الاستثمار المبكر في الشركات المحلية والعالمية المتخصصة في التقنية الفائقة، بما يعزز التنوع الاقتصادي ويسهم في توليد الوظائف التقنية النوعية.

وتهدف الاستراتيجية إلى توفير فرص نوعية للباحثين وأعضاء هيئة التدريس والطلاب، وتمكينهم من تطبيق العلوم والبحوث، لإحداث أثر عالمي مستدام.

### المبادرات
- مبادرة كاوست لإحياء الشعاب المرجانية بالشراكة مع "نيوم"، للعمل على زراعة وإعادة إحياء مئات الآلاف من الشعاب المرجانية على مساحة 100 هكتار، في جزيرة شوشة بالبحر الأحمر، إضافة إلى استمرار التعاون مع كبرى الشركات في المملكة والعالم مثل: أرامكو، وسابك، وأكوا باور، وآي بي إم، وداو، وبوينج.
- تعزيز الشراكات الدولية، وتنمية أُطر التعاون مع المؤسسات الأكاديمية الرائدة وروّاد التقنية في العالم، مثل: إبرام اتفاقيات تعاون استراتيجية مع الشركات الرائدة في مدينة شينزين الصينية، للعمل على أبحاث تطبيقية في مجالات متقدمة مثل الفضاء والروبوتات والالكترونيات الدقيقة.[39]

## وصلات خارجية
- موقع الجامعة الرسمي باللغة العربية
- موقع الجامعة الرسمي باللغة الإنجليزية